# Крилат лъв
Крилатият лъв е митологично същество, което прилича на лъв с подобни на птичи крила.

## Митични адаптации
Крилатият лъв се среща в различни форми, особено в древната и средновековната цивилизация.
Съществуват различни митологични адаптации за крилатия лъв:
- Shedu или lamassu в митологията на Шумер, Акадската империя, както и Shirdal в Персия е изобразен като крилат лъв. Често е изобразяван с тяло на бик вместо с лъвско тяло.
- „Първият звяр“ в седма глава на Книга на пророк Даниила на библейския пророк Даниила прилича на крилат лъв.
- Крилатият лъв е хералдическия символ на св. евангелист Марк (виж Символизъм при светците).
- Филипинският Почетен легион има емблема, в чийто дизайн присъства крилат лъв и щит.

- Иранска чаша с крилати животни, 1 век пр. н.е.
- Визията на Даниила за четирите звяра
- Крилатият лъв на св. Марк

## Емблеми
Крилатите лъвове са представени в емблемите на различни страни:
- Емблемата на Република Венеция като хералдически символ на св. евангелист Марк, покровител на републиката.
- „Лъвът на Венеция“ е древна бронзова скулптура на крилат лъв, който се намира на площад Сан Марко, Венеция
- Знамето на краткотрайната Йонийска република с крилат лъв, произлязъл от горепосочения венециански (от времето на Йонийски острови под венецианско управление)
- Логото на италианската компания Дженерали Застраховане, която има крилат лъв, по произход от горепосочения венециански лъв
- Емблемата на щаба на НАТО в Неапол, Италия е крилат лъв, който държи меч и свитък, на който е изписано на латински: PAX – „мир“
- Ак Барс е древен български символ, превеждан като снежен леопард, герб на Татарстан
- Гербът на Гисен
- Герб на Ереван
- Герб на Таджикистан (1992 – 1993)

- Герб на Република Венеция
- „Лъвът на Венеция“
- Флаг на Йонийската република
- Флаг на Йонийски острови под венецианско управление
- Оригиналното лого на Дженерали Застраховане
- Герб на Татарстан
- Герб на Гисен
- Герб на Ереван
- Герб на Таджикистан (1992 – 1993)

## Статуи
Част от статуите на крилати лъвове по света.
- Галерия Palacio de Velázquez, Мадрид
- Мемориал на крилатия лъв, Прага
- Фонтан на градския площад в Лестър
- Риджънтс Парк, Лондон